# Roodkopgoudvink
De roodkopgoudvink (Pyrrhula erythrocephala) is een zangvogel uit de familie der Fringillidae (Vinkachtigen).

## Verspreiding en leefgebied
Deze soort komt voor in de Himalaya van noordelijk Pakistan, noordelijk India en zuidoostelijk Tibet.